# エキゾチカ (音楽)
エキゾチカ（Exotica）は、1950年代から60年代に流行した、東洋やアフリカ、ラテン・アメリカなどの風土を連想させる音楽ジャンルの名称である。90年代以降にリバイバル現象が見られた。

## 内容
エキゾチカという名前はマーティン・デニーの同名アルバムに由来するとされている。マーティン・デニーは、南太平洋や東洋を人々がどのように想像していたかにふれて、それはファンタジーとし、ラウンジ音楽ではオセアニアの島々や
ハワイなどを南国の楽園とする傾向もあった。広義では非西洋的な音楽要素を取り入れたオーケストラ音楽、またはジャズを指している。基本的にはインストゥルメンタル（演奏曲）が多い。
エキゾチカの場合、演奏者または作曲者が主に欧米人で、その音楽は西洋音楽の楽器編成（オーケストラ）、音楽理論などに概ね基づいている事に留意したい。（欧米人にとって）エキゾチックな要素としてオセアニア、東南アジア、アフリカ、あるいは日本を含めた東洋などの民族・民俗音楽の旋法やリズム、楽器（特に打楽器）が採用された。鳥などの動物の鳴き声や自然音が音楽に挿入される場合もある。しかしそれらはあくまでも彩りまたは装飾としてのものである。エキゾチカは欧米人が誤解を含めて思い描いた熱帯地域の島々（非西洋）の印象を反映しているため、同地をイメージした音楽を現地の人が聞くと違和感を覚えることがある(オリエンタリズム)。
エキゾチカは基本的にはイージーリスニングとして聞かれる音楽である。エキゾチカには通常分類されないものの、非西洋を題材にしているイージーリスニングは存在する。映画のサウンドトラックのアルバムの中にも、エキゾチカに近いアルバムおよび曲が存在している。また、過去に日本で制作されたムード音楽の中にもエキゾチカの傾向を持ったものがある。
エキゾチカのLPは、未知の楽園を家庭で手軽に疑似体験、および夢想できるものとしてアメリカでは需要があった。ステレオ録音の進歩が音楽に反映し、エキゾチカはオーディオマニアからも関心を向けられる事もあった。ロックがポピュラーミュージックの主流になるに従いエキゾチカの人気は衰退していった。しかし、1990年代前半にラウンジ・ミュージックやクラブ・ミュージックなどの文脈で注目され、エキゾチカそのものの再評価につながった。
日本では久保田麻琴やヤン富田らが、エキゾチカを愛好するミュージシャンとされている。細野晴臣はエキゾチカに大きく影響を受け、Yellow Magic Orchestraでマーティン・デニーの「ファイアー・クラッカー」をカバーしている。

## 主要アーティスト
- マーティン・デニー
- レス・バクスター
- フアン・ガルシア・エスキベル（英語版）
- アーサー・ライマン（英語版）